# Армійська група «Войрш»
Армійська група «Войрш» (нім. Armeeabteilung Woyrsch) — армійська група Імперської армії Німеччини за часів Першої світової війни.

## Історія
До початку Першої світової війни для утримання рубежів поздовж сілезького кордону з Російською імперією німецька армія могла виставити тільки підрозділи ландверу. З початком тотальної мобілізації ці формування об'єднали в Корпус ландверу, командиром якого став генерал піхоти Ремус фон Войрш. 3 листопада 1914 року цей корпус переформували на армійську групу, яку теж очолив Ремус фон Войрш.
Армійська група «Войрш» билась виключно на Східному фронті й займала оборонні позиції на стику між німецькими та австро-угорськими військами. Оперативно вона підпорядковувалась командуванню сухопутних військ Австро-Угорщини.
20 вересня 1916 року армійську групу розгорнули до групи армій «Войрш», на чолі якої поставили генерала фон Войрша, зі збереженням ним посади командира армійської групи.

## Командування

### Командувачі
- генерал-полковник Ремус фон Войрш (нім. Remus von Woyrsch) (3 листопада 1914 — 15 грудня 1917).